# فیلم چهار بعدی

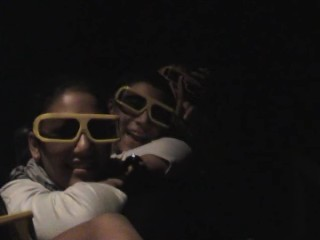
تماشاگران یک فیلم چهار بعدی در نپال

فیلم چهاربعدی (به انگلیسی: 4D film) واژه‌ای است برای توصیف فیلم‌های سه بعدی‌ای که همراه با تأثیرات فیزیکی همچون احساس لمس کردن می‌باشد که همگام با فیلم روی می‌دهد. به خاطر هزینه‌های گزاف این نوع تأثیرات فیزیکی این نوع فیلم‌ها تنها در مکان‌های مخصوصی همچون برخی از شهربازی‌های بزرگ بر روی پرده می‌رود. فیلم آواتار یکی از ده فیلمی بود که با این قابلیت در شهربازی‌ها اجرا شد.
اولین فیلم سینمایی اجرا شده با این قابلیت فیلم سفری به درون کرهٔ زمین در سال ۲۰۰۸ میلادی بود.در کرهٔ جنوبی برخی از سینماهای این کشور دارای این قابلیت می‌باشند.
در این گونه سینماها علاوه بر افکت‌هایی همچون افکت سقوط بر روی صندلی، افکت پرواز بر روی صندلی و سایر افکت‌هایی که بر روی صندلی سوار می‌شود، یک سری افکت‌های محیطی نیز وجود دارد، مانند افکت طوفان، افکت رعد و برق، افکت دود، افکت باران، افکت برف و…
فیلم کوتاه کاپیتان ای اُ محصول سال ۱۹۸۶ (۱۳۶۵ ه‍.ش) با نقش‌آفرینی مایکل جکسون، به عنوان «پدر فیلم‌های ۴ بعدی» شناخته می‌شود.
امروزه در ایران نیز سینماهای این‌چنینی زیاد شده‌اند از جمله در شهربازی «سرزمین عجایب» و شهربازی الماس شرق مشهد، پارک ارم و شهربازی‌های اکثر شهرستان‌ها و … 